# Leopoldstadt (Wiener Bezirksteil)
Die Leopoldstadt war bis 1848 / 1849 ein der historischen Stadt Wien untertäniger Ort und wurde im Zuge der Eingemeindung diverser Vorstädte 1850 zu einem Teil des neuen Stadtgebiets von Wien erklärt. Mit anderen Gebietsteilen bildete sie nun als Wiener Bezirk den 2.,  der ebenfalls Leopoldstadt benannt wurde.
Innerhalb des Gebiets sind einige Sprengel von der Stadt Wien als bauliche Schutzzone Lepoldstadt definiert. Zusätzlich bildet ein Teil des Gebiets zwischen Donaukanal und Augarten die Schutzzone Obere Donaustraße.

## Geschichte

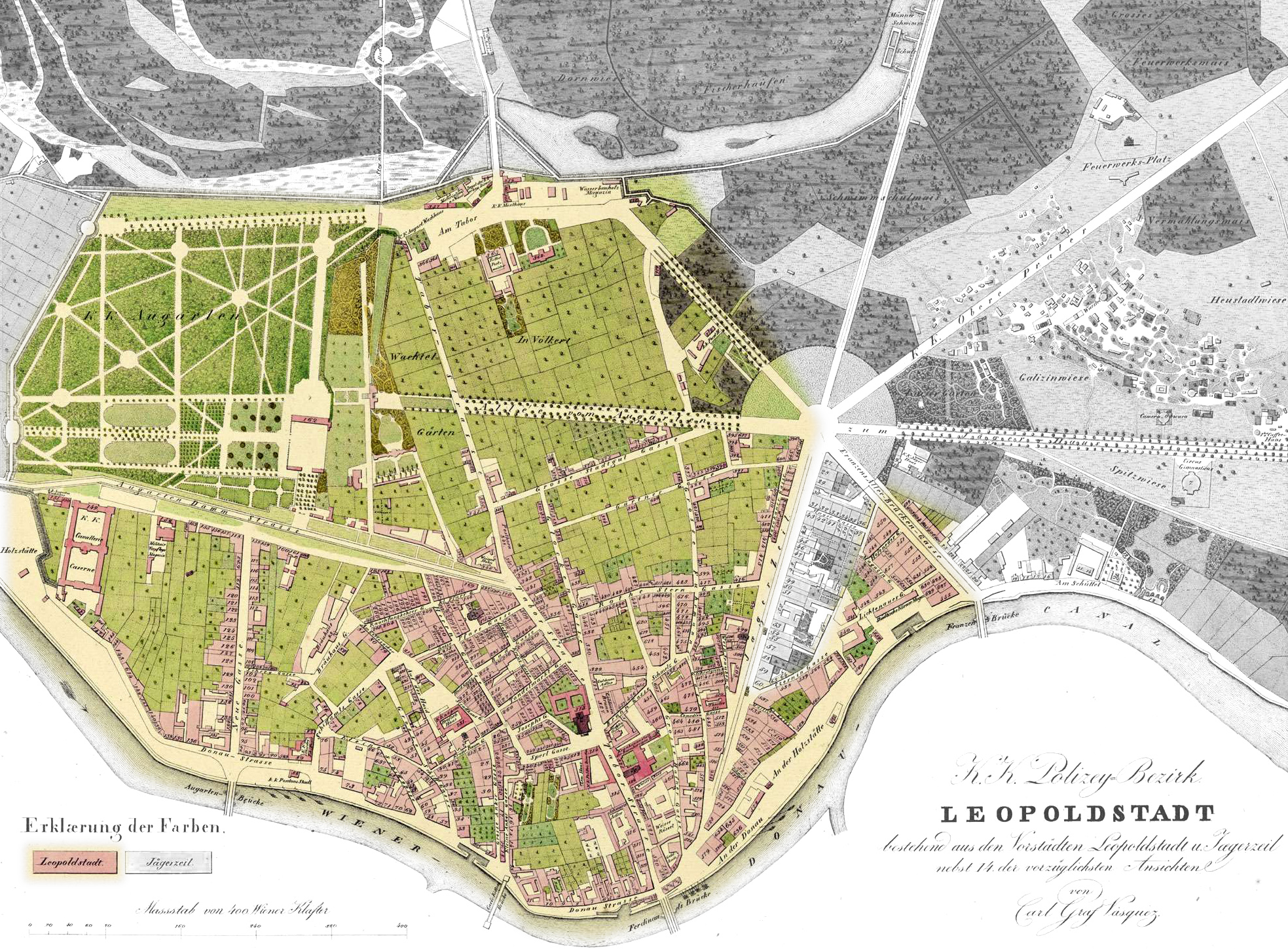
Die Leopoldstadt um 1830

Das Gebiet der Leopoldstadt hieß ursprünglich Werd (Insel) gegenüber dem Roten Turm, dann Niederer Werd und schließlich Unterer Werd und befand sich zwischen den Hauptarmen der unregulierten Donau und dem dem Stadtzentrum am nächsten liegenden Donauarm, damals oft Wiener Arm genannt, heute Donaukanal.
Der Name „Unterer Werd“ wurde erstmals 1337 urkundlich erwähnt. Im 15. Jahrhundert erwarb die Stadt Wien hier Grundbesitz und Höfe. Die Siedlung entstand in Auengebiet, das zuvor hauptsächlich als Weideland diente: für den Viehbestand der Bewohner Wiens ebenso wie für aus Ungarn importierte oder im Transit befindliche Rinder (um 1500 wurden pro Jahr 50.000 nach Österreich getrieben, von denen ein Teil nach Süddeutschland weitergetrieben wurde) und Pferde; die Stadt nahm dafür Weidegeld ein. Das geerntete Heu wurde an Zugtiere verfüttert, weiters bezog man aus dem Unteren Werd Bau- und Brennholz für die Stadt.
Im Jahr 1670 wurde die jüdische Bevölkerung des Ortes auf Anordnung Kaiser Leopolds I. enteignet und vertrieben. Die Synagoge wurde von den Wienern niedergebrannt, am Bauplatz nun die Leopoldskirche errichtet, die dem Heiligen Leopold, Namenspatron des Kaisers, geweiht war. Daraus entstand der Name Leopoldstadt.
Später kehrten Juden hierher zurück und siedelten sich so zahlreich an, dass im 19. Jahrhundert der Spitzname „Mazzesinsel“ für das Gebiet aufkam.
1850 erfolgte die Eingemeindung des Ortes nach Wien als Teil des gleichnamigen neuen 2. Bezirkes, der die gesamte Insel zwischen dem Donaukanal und dem aus der Donauregulierung bis 1870 hervorgegangenen Hauptstrom der Donau einnahm. Bis zum Zweiten Weltkrieg blieb der Stadtteil das größte Judenviertel Wiens, war allerdings, wie mehrere Kirchen und das Spital der Barmherzigen Brüder zeigen, keineswegs ausschließlich von jüdischen Wienern bewohnt.
Die Geschichte des Bezirksteils ist unter Geschichte Wiens genauer erfasst.

## Wappen
Das Wappen der Leopoldstadt zeigt den Heiligen Leopold vor silbernem Hintergrund auf einer grünen Wiese. Dieser trägt einen blauen Rock mit goldenem Schwert, einen roten, hermelinbesetzten Mantel und den österreichischen Herzogshut. In der rechten Hand hält der Heilige ein Kirchenmodell, in der linken das Banner des Erzherzogtums Österreich unter der Enns, wie das niederösterreichische Wappen bestehend aus fünf goldenen Adlern auf blauem Grunde.

## Persönlichkeiten
- Eduard Strauß (1835–1916), österreichischer Komponist und Kapellmeister
- Johann Strauss (Vater) (1804–1849), österreichischer Komponist und Kapellmeister
- Katharina Waldmüller (1792–1850), österreichische Sängerin
- Johann Baptist Weber, Pfarrer von St. Leopold, 1819 Gründer der Ersten oesterreichischen Spar-Casse